# 旗幟學

旗帜学协会国际联盟的旗帜，图案为一个接绳结

旗幟學是一個專門研究旗幟及旗幟上的徽飾的學問。旗幟學的研究範圍，除了古代及現代的旗幟以外，還包括旗幟的設計、製作與使用，並嘗試如何利用旗幟去瞭解及解釋現代社會。旗幟學的英文“Vexillology”源自拉丁文的“vexillum”及後綴詞“-(o)logy”，於1960年由旗幟學權威、美國人惠特尼·史密斯（英語：Whitney Smith）所創造。

## 旗帜识别符号
旗帜识别符号，英文缩写为FIS，是由惠特尼·史密斯设计，并被旗帜学协会国际联盟采纳的一组识别符号。
上下两行分别表示使用地点（陆上或者海上），而左中右三列分别表示使用者（市民、政府或者军队）。
| 用法 | 私人（市民） | 国家（政府） | 军事（军队） |
| ---- | ------------ | ------------ | ------------ |
| 陆上 | 陆上用民用旗 | 陆上用政府旗 | 陆上用军旗   |
| 海上 | 商船旗       | 海上用政府旗 | 军舰旗       |

理论上不同旗帜的使用者和使用地点各有不同，因此可以得到63种描述旗帜的FIS符号，其中比较常见的有：
| FIS | 文本符号 | 名称     | 用法                       |
| --- | -------- | -------- | -------------------------- |
|     |          | 無定義   | 無規範懸掛辦法             |
|     | C**/***  | 民用旗   | 公民陸上悬挂               |
|     | *S*/***  | 政府旗   | 公共建筑物悬挂             |
|     | **W/***  | 军旗     | 军事建筑物上悬挂           |
|     | ***/C**  | 民船旗   | 在民用船只上悬挂           |
|     | ***/*S*  |          | 非武装国有船只上悬挂       |
|     | ***/**W  | 军舰旗   | 由海军使用                 |
|     | CS*/***  |          | 于陆上被公民和国家机关使用 |
|     | *SW/***  |          | 于陆上被国家机关和军队使用 |
|     | CSW/***  | 陆上国旗 | 于陆上使用                 |
|     | ***/CSW  | 海上国旗 | 于船上使用                 |
|     | CSW/CSW  | 国旗     | 于任何地点，任何人均可使用 |

除此之外，还有一些符号表示旗帜的官方地位或是悬挂方法等。比较常见的有：
| FIS | 描述                                                       |
| --- | ---------------------------------------------------------- |
|     | 法定旗帜，或者表示旗帜的正面                               |
|     | 设计提出但未被采纳的旗帜                                   |
|     | 观察后，基于记忆而绘制的旗帜                               |
|     | 旗帜的反面                                                 |
|     | 法定旗帜的一个被认可的异体版本                             |
|     | 旗帜的另一版本                                             |
|     | 旗帜的实际版本                                             |
|     | 旗帜的正反面有不同的设计                                   |
|     | 旗帜在旗杆左边的时候是正面                                 |
|     | 被该国政府授权，可以代表该国的旗帜                         |
|     | 曾经使用过，现在已经废弃的旗帜 (不在Smith最初的设计符号中) |
|     | 反面是正面的镜面图案                                       |
|     | 反面和正面的图案完全相同                                   |
|     | 反面图案不详                                               |
|     | 垂直悬挂时旗帜的正面就是横挂时旗帜的正面                   |
|     | 垂直悬挂时旗帜的正面应是横挂时旗帜的反面                   |
|     | 垂直悬挂旗帜的方法未知                                     |
|     | 不能被垂直悬挂                                             |
|     | 只能被垂直悬挂                                             |

## 旗帜设计原则
在实际使用过程和历史环境中，旗帜设计产生了很多的规则。
首要的原则是旗帜的图案必须能够被制作出来印在布上，并在高空悬挂时仍能代表一个团体或个人。旗帜的设计与标识设计有较大的区别，因为旗帜飘扬在高空中时，人们是在远距离、多角度的条件下看旗帜的。由此导致在实际应用中，旗帜一般被设计成简单色彩和简单图案的组合。
设计旗帜也要考虑历史文化因素，也要参考之前的旗帜设计。因此，现行旗帜中有很多旗帜有相同的原型，如非洲国家国旗广泛使用泛非洲色、阿拉伯国家国旗通常使用泛阿拉伯色、斯拉夫人为主体民族的国家的国旗通常有泛斯拉夫色、北欧国家国旗使用北欧十字、南半球国家国旗广泛使用代表南半球的南方十字等。旗帜设计有时还应考虑政治、宗教等因素。
旗帜学作为一门学科，也在推广这些旗帜设计原则。例如被北美旗帜学协会认可的、Ted Kaye提出的五大“Good Flag, Bad Flag”原则：
- 简单：旗帜图案必须简单到一个孩子能根据记忆画出来；
- 有意义：旗帜的图案、色彩、图像应当有其含义；
- 用2-3种基本色：使得旗帜有良好的对比度；
- 没有文字或图章：不要使用文字和印章；
- 独一无二：避免与其它旗帜相同，但可通过使用相似图案或颜色以显示与其的联系。

### 原則應用實例
在美國，2001年版喬治亞州州旗不受該州州民歡迎。它被認為是「由一般人設計的」，因为它構圖複雜且圖案細碎。在當年一項由北美洲旗幟學會對北美洲各州、省旗幟進行的評比中，該面州旗以大比數名列最末。該會的評語是：「 （該設計）違反了所有好的旗幟設計的原則」。

## 相关组织
- 旗帜学协会国际联盟

## 外部連結
- FOTW (Flags of the World)
- World Flag Database （页面存档备份，存于）
- Flag Institute (United Kingdom)
- The Flag Institute - Vexillology
- Official website of the 2003 International Congress of Vexillology
- NAVA (USA) （页面存档备份，存于）
- Deutsche Gesellschaft für Flaggenkunde (Germany) （页面存档备份，存于）
- Cyberflag (France)（页面存档备份，存于）